# Aloe striata

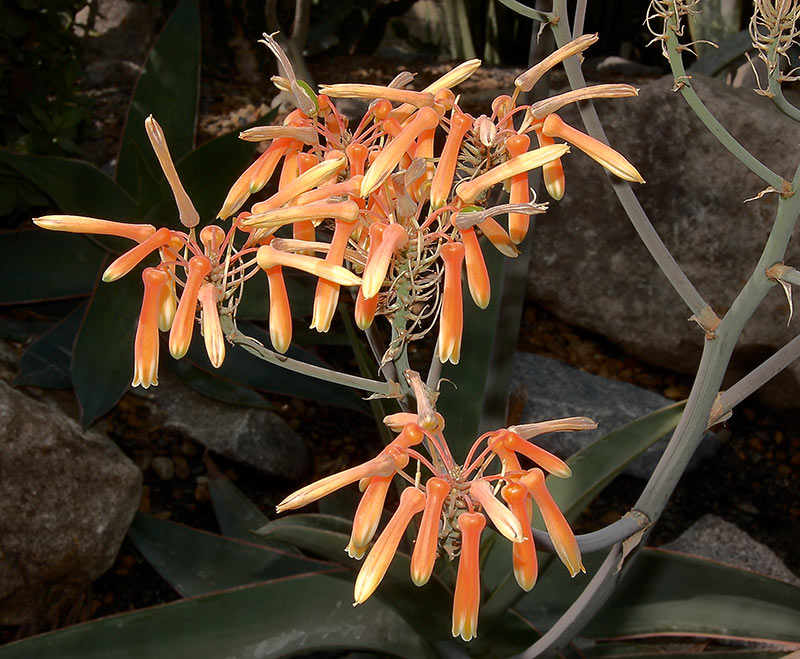
Ausschnitt aus dem Blütenstand

Aloe striata ist eine Pflanzenart der Gattung der Aloen in der Unterfamilie der Affodillgewächse (Asphodeloideae). Das Artepitheton striata stammt aus dem Lateinischen, bedeutet ‚gestreift‘ und verweist auf die Linien auf den Blättern.

## Beschreibung

### Vegetative Merkmale
Aloe striata wächst stammbildend, ist meist einfach oder bildet gelegentlich bis zu fünf Triebe aus. Die niederliegenden Stämme erreichen eine Länge von bis zu 100 Zentimeter. Sie sind mit ausdauernden toten Blättern besetzt. Die 12 bis 20 lanzettlich verschmälerten Laubblätter bilden eine dichte Rosette. Ihre glauk-grüne bis rötlich überhauchte, in der Regel gestreifte Blattspreite ist bis zu 50 Zentimeter lang und 20 Zentimeter breit. Auf der Blattoberseite sind manchmal undeutliche Flecken vorhanden. Die breiten Blattränder sind hellrosafarben bis fast rot. Randzähne werden nicht ausgebildet.

### Blütenstände und Blüten
Der Blütenstand weist sechs bis zwölf Zweige auf und erreicht eine Länge von bis zu 100 Zentimeter. Die unteren Zweige sind nochmals verzweigt. Die dichten, kopfigen bis leicht konischen Trauben sind etwa 6 Zentimeter lang und 6 Zentimeter breit. Die deltoid spitz zulaufenden Brakteen weisen eine Länge von etwa 5 Millimeter auf. Die pfirsich- bis korallenroten Blüten stehen an 15 bis 25 Millimeter langen Blütenstielen. Die Blüten sind 30 Millimeter lang und an ihrer Basis gestutzt. Auf Höhe des Fruchtknotens weisen die Blüten einen Durchmesser von 6 Millimeter auf. Darüber sind sie abrupt verengt und schließlich zur Mündung  erweitert. Ihre äußeren Perigonblätter sind auf einer Länge von 6 bis 8 Millimetern nicht miteinander verwachsen. Die Staubblätter und der Griffel ragen 1 bis 2 Millimeter aus der Blüte heraus.

### Genetik
Die Chromosomenzahl beträgt {\displaystyle 2n=14}.

## Systematik und Verbreitung
Aloe striata ist in den südafrikanischen Provinzen Westkap und Ostkap in Gras- oder Buschland, häufig auf steinigen Hängen in Höhen von 250 bis 1200 Metern verbreitet.
Die Erstbeschreibung durch Adrian Hardy Haworth wurde 1804 veröffentlicht.
Folgende Taxa wurden als Synonym in die Art einbezogen: Aloe paniculata Jacq. (1809), Aloe albocincta Haw. (1819), Aloe hanburyana Naudin (1875), Aloe rhodocincta hort. ex Baker (1880) und Aloe striata var. oligospila Baker (1894).

## Nachweise